# Michel Beaud
 (février 2024).
La mise en forme du texte ne suit pas les recommandations de Wikipédia : il faut le « wikifier ».
Les points d'amélioration suivants sont les cas les plus fréquents. Le détail des points à revoir est peut-être précisé sur la page de discussion.
- Les titres sont pré-formatés par le logiciel. Ils ne sont ni en capitales, ni en gras.
- Le texte ne doit pas être écrit en capitales (les noms de famille non plus), ni en gras, ni en italique, ni en « petit »…
- Le gras n'est utilisé que pour surligner le titre de l'article dans l'introduction, une seule fois.
- L'italique est rarement utilisé : mots en langue étrangère, titres d'œuvres, noms de bateaux, etc.
- Les citations ne sont pas en italique mais en corps de texte normal. Elles sont entourées par des guillemets français : « et ».
- Les listes à puces sont à éviter, des paragraphes rédigés étant largement préférés. Les tableaux sont à réserver à la présentation de données structurées (résultats, etc.).
- Les appels de note de bas de page (petits chiffres en exposant, introduits par l'outil «  Source ») sont à placer entre la fin de phrase et le point final[comme ça].
- Les liens internes (vers d'autres articles de Wikipédia) sont à choisir avec parcimonie. Créez des liens vers des articles approfondissant le sujet. Les termes génériques sans rapport avec le sujet sont à éviter, ainsi que les répétitions de liens vers un même terme.
- Les liens externes sont à placer uniquement dans une section « Liens externes », à la fin de l'article. Ces liens sont à choisir avec parcimonie suivant les règles définies. Si un lien sert de source à l'article, son insertion dans le texte est à faire par les notes de bas de page.
- La présentation des références doit suivre les conventions bibliographiques. Il est recommandé d'utiliser les modèles {{Ouvrage}}, {{Chapitre}}, {{Article}}, {{Lien web}} et/ou {{Bibliographie}}. Le mode d'édition visuel peut mettre en forme automatiquement les références.
- Insérer une infobox (cadre d'informations à droite) n'est pas obligatoire pour parachever la mise en page.

Pour une aide détaillée, merci de consulter Aide:Wikification.
Si vous pensez que ces points ont été résolus, vous pouvez retirer ce bandeau et améliorer la mise en forme d'un autre article.
Pour les articles homonymes, voir Beaud.
Michel Beaud, né à Chambéry le 30 mai 1935, est un économiste hétérodoxe français.

## Biographie
Michel Beaud effectue ses études primaires et secondaires au lycée de Chambéry. De 1953 à 1958, il effectue ses études supérieures à Paris où il obtient le diplôme de l'Institut des sciences politiques et une licence de droit à Paris II Assas, avant de se spécialiser en économie politique et sciences économiques.
Il se marie en 1958 avec Dominique Calliope Constantinidès.
De 1959 à 1960, il travaille comme chargé d'études à la Banque du Maroc à Rabat puis effectue son service militaire de 1960 à 1962 dans l'Armée de l'air[réf. souhaitée].
Docteur d’État en Sciences Économiques en 1964 avec une thèse intitulée La croissance économique de l'Allemagne de l'Ouest, il est agrégé de Sciences économiques en 1966, et nommé maître de conférences à l'université de Lille (1967-68). Il rejoint en 1968, dès son ouverture, le CUEV (Centre Universitaire Expérimental de Vincennes). Directeur du département d'Économie Politique, il est porté à la présidence du CUEV en février 1971 ; il en devient ainsi le premier président. Se sentant peu soutenu par le ministère de l'Enseignement Supérieur, confronté à l'opposition des syndicats et du Parti Communiste, isolé, il démissionne dès le mois de juin pour retourner à ses activités d'enseignant[source insuffisante]. 
Il est professeur à l'Université de Paris VIII (Vincennes puis Saint-Denis) de 1971 à 1990. Soixante-huitard modéré, d'une sensibilité de gauche, Michel Beaud s'implique en marge du Parti Socialiste dans le CERES (Centre d’Études, de Recherche et d’Éducation Socialiste)[source insuffisante].
De 1982 à 1983, il est rapporteur général de l'Intergroupe Emploi pour la préparation du IXe Plan.
En 1983, il crée, avec quelques collègues, le GEMDEV - Groupement d’intérêt scientifique fédérant des équipes travaillant sur l’économie mondiale, le tiers monde et le développement dont il sera Président jusqu’en 1990.
Sous son initiative et celle de Calliope, il crée en 1986 le Groupe de Vézelay avec Pierre Calame, Casamayor, Venant Cauchy, Maurice Cosandey, Joseph Kizerbo, René Loubert et qui a par la suite accueilli Mohamed Larbi Bouguerra – sur les risques technologiques et environnementaux majeurs. Il intègre ainsi à sa réflexion les questions de protection de l'environnement et de développement durable. Dans son ouvrage de 2011, Face au pire des mondes, il décrit ainsi son engagement : "Cela fait des décennies que nous essayons de mettre en carte, d'alerter, d'agir, pour éviter ce à quoi nous sommes aujourd'hui confrontés, c'est-à-dire un alarmant diagnostic et de sombres perspectives."
De 1990 à 1998, il est professeur à l'Université Paris VII à Jussieu.
Il devient vice-président de la commission Éclat – auprès du Ministère de l’environnement - sur les risques globaux et les changements climatiques en 1989 jusqu'en 1993.
Il est depuis juin 1993, président d'honneur du GEMDEV et depuis septembre 1998, professeur émérite de l'Université Paris 7.

## Publications par grands thèmes

### Capitalisme, socialisme, étatisme dans l’histoire
- Avec Bertrand Bellon et Patrick François, Lire le capitalisme, sur le capitalisme mondial et sa crise, Paris, Anthropos, 1976, 232 p.
- "L'hiver du socialisme", Le Monde diplomatique, mai 1979, p. 1, 12 et 13.
- Histoire du capitalisme. 1500-1980, Paris, Seuil, 1981, 336 p.  (en) Traduit en anglais, Monthly Review Press, 1983 et MacMillan, 1984; (es) en espagnol, Ariel, 1984; (it) en italien, Ed. Del Lavoro, 1984; (zh) en chinois, Institut des Langues étrangères de Pékin no 2, 1986.
- Le Socialisme à l'épreuve de l'histoire, Paris, Seuil, 1982, 320 p. Nouvelle édition augmentée, Seuil, 1985, 336 p. (el) Traduit en grec, Malliaris, 1985; (en) en anglais, Humanities Press, 1993.
- La Politique économique de la gauche, Tome 1, Le Mirage de la croissance, Paris, Syros, 1983, 216 p.
- Histoire du capitalisme. De 1500 à nos jours (2e édition) Points-Économie, Seuil, 1984, 366 p. (el) Traduit en grec, Malliaris, 1987; (pt) en brésilien, Ed. Brasiliense, 1987; (ko) en coréen, Changbi publ., 1987. 3e édition augmentée, Points-Économie, Seuil, 1987, 380 p. 4ème  édition mise à jour, Points-Économie, Seuil, 1990. (pt) Traduit en portugais, Teorema, 1992; (nl) en hollandais (avec une nouvelle mise à jour), Aula, 1994; (ja) en japonais  (avec une nouvelle mise à jour), Fujiwara Schotten, 1996.
- La Politique économique de la gauche, Tome 2, Le Grand écart, Paris, Syros, 1985, 240 p.
- "L'avènement du système étatiste", Le Monde diplomatique, août 1985, p. 2.
- (en) "The Crisis of Development in the Light of Economic-Systems Analysis", Review, vol. X, 1987 no 3, 425-34.
- (es) Avec Rodrigo Alvayay et Gustavo Marin, El Socialismo en el umbral del Siglo XXI, Editorial Melguiades, Santiago, 1990, 228 p.
- (ru) "Socialisme: entre le marteau et l'enclume" (en russe), Économie mondiale et relations internationales, revue de l'IMEMO, Moscou, 1990 no 4.
- (en) "Economic Reforms and Transformation of the Role of the State", in Claude Auroi dir. The Role of the State in Development Processes, Londres, Frank Cass, 1992, 93-108.
- "Logiques économiques et sociales et violences non voulues", in Violence et coexistence humaine, Actes du IIe Congrès mondial de l'ASEVICO, Montréal, 1992, Ed. Montmorency, s.l. (Canada), 1994, 161-72.
- (es) "Verso un risveglio dell'aspettativa socialista?", Confronto, Ed. ETS, Pise, vol. 1, 1995, no 2, 83-89.
- "Capitalisme, logiques sociales et dynamiques transformatrices", in B. Chavance et al. dir., Capitalisme et socialisme en perspective. Évolution et transformation des systèmes économiques, La Découverte, Paris, 1999, p. 249-274.
- Histoire du capitalisme. De 1500 à 2000 (5e édition revue et augmentée), Points-Économie, Seuil, 2000. (ro) Traduit en roumain, Cartier, 2001;  (en) en anglais, Monthly Review Press, 2001, 348 p.; (vi) en vietnamien, Thé GiôI, 2002; (tr) en turc, Dost Kitabevi, 2003; (it) en italien, Oscar Mondadori, 2004 ; (zh) traduction en cours en chinois, China Social Sciences Documentation.
- Histoire du capitalisme. De l’émergence à l’expansion mondiale : cinq siècles de bouleversements, série de cinq émissions des “Chemins de la connaissance” coproduite avec Dominique Rousset pour France Culture, décembre 2002-janvier 2003: → Ouvertures →Audios.
- Le Carrefour sublime. Un regard humaniste sur le basculement  du monde, 2007, texte en quête d’éditeur...

### Économie mondiale et capitalisme
- Histoire du capitalisme. 1500-1980, Paris, Seuil, 1981, 336 p. (en) Traduit en anglais, Monthly Review Press, 1983 et MacMillan, 1984; (es) en espagnol, Ariel, 1984; (it) en italien, Edizioni Lavoro, 1984; (zh) en chinois, Institut des Langues étrangères de Pékin no 2, 1986.
- "Des compromis nationaux au compromis mondial", Le Monde diplomatique, septembre 1981, p. 10 et 11.
- Histoire du capitalisme. De 1500 à nos jours (2e édition) Points-Économie, Seuil, 1984, 366 p. (el) Traduit en grec, Malliaris, 1987; (pt) en brésilien, Ed. Brasiliense, 1987; (ko) en coréen, Changbi publ., 1987. 3e édition augmentée, Points-Économie, Seuil, 1987, 380 p. 4ème  édition mise à jour, Points-Économie, Seuil, 1990. (pt) Traduit en portugais, Teorema, 1992; (nl) en hollandais (avec une nouvelle mise à jour), Aula, 1994; (ja) en japonais  (avec une nouvelle mise à jour), Fujiwara Schotten, 1996; (tr) en turc, Dost Kitabevi, 2003.
- "Sur l'hypothèse du «Système national/mondial hiérarchisé» (SNMH)", in GEMDEV, Économie mondiale, économies nationales et multinationales, Cahier no 5, multigraphié, Paris, novembre 1985, p. 63-86.
- Le Système national/mondial hiérarchisé - SNMH (une nouvelle lecture du capitalisme mondial), Paris, La Découverte, 1987, 134 p.
- Direction, avec Gilles Dostaler de: Investissements, emploi et échanges internationaux, ACFAS, Montréal, 1988, 136 p.
- L'Économie mondiale dans les années 1980, Paris, La Découverte, 1989, 336 p.
- Direction, avec Gilles Dostaler de: Nouvelles stratégies économiques des acteurs publics et privés, Grétsé- Cerca- Gerttd, Montréal, 1989, 206 p.
- "Les pauvretés contemporaines. Quelques réflexions", Humanisme, no 211-2, septembre 1993, p. 33-9.
- "Le Libéralisme des puissants", Échange et Projets, no 73, février 1995, 4-8.
- "L'Économie mondiale à quatre dimensions", Alternatives économiques, Hors série, 1er trimestre 1995, p. 45.
- "La Mondialisation de l'économie", in CCFD, Comprendre un monde en mutation, Paris, octobre 1995, 13-8.
- "Nations, mondialisation et capitalisme", in J.-P. Lehners, G. Schuller, J. Goedert, Régions, nations, mondialisation. Aspects politiques, économiques, culturels, Cahiers ISIS, Centre universitaire de Luxembourg, fasc. V, 1996, p. 49-60.
- "Soumission croissante des sociétés à l'économie: «Fatalité économique» ou responsabilité humaine?", in Au-delà du libéralisme. Quel rôle pour les mouvements sociaux? (Colloque de l'Association d'économie politique, Montréal, 18-19 octobre 1996), Presses de l'Université du Québec, 1997, p. 49-61.
- Direction avec Olivier Dollfus et al., Mondialisation. Les mots et les choses, Karthala, Paris, 1999.
- "Croissance américaine: l'envers du décor", interview par Liliane Fanello, Le Matin, (Liège), 4 novembre 1999.
- "La vitalité de l'économie américaine, le déficit et l'endettement", Le Temps, 10 janvier 2000.
- Histoire du capitalisme. De 1500 à 2000 (5e édition revue et augmentée), Points-Économie, Seuil, 2000. (ro) Traduit en roumain, Cartier, 2001;  (en) en anglais, Monthly Review Press, 2001, 348 p.; (vi) en vietnamien, Thé GiôI, 2002; (it) en italien, Oscar Mondadori, 2004; (ja) traductions en cours en japonais, Fujiwara Schotten et en chinois, China Social Sciences Documentation
- “Effet de domination, capitalisme et économie mondiale chez François Perroux”, L’Économie politique, no 20, octobre 2003, p. 64-76.
- Capitalisme, système national/ mondial hiérarcisé (SNMH) et devenir du monde, mise en perspective rédigée à la demande du GIPRI (Genève), Cahier du GIPRI no 4, L’Harmattan, 2006.
- Michel Beaud, « Masques et ruses idéologiques de l’ultralibéralisme », dans Perspectives Libres n°16 : La Crise de l'idéologie globale, Paris, avril 2012, p. 85-88

### Tiers monde, développement inégal
- Direction, avec G. de Bernis et Jean Masini, de: La France et le Tiers-Monde, actes du colloque de septembre 1978, PUG, Grenoble,1979, 352 p.
- "Pour le codéveloppement", Le Monde diplomatique, janvier 1985, p. 1 et 10.
- "La France et les Tiers-Mondes", Mondes en développement, vol. 14, 1986, no 53, p. 21-34.
- "The Crisis of Development in the Light of Economic-Systems Analysis", Review, vol. X, 1987 no 3, 425-34.
- "Sur les causes de la pauvreté des nations et des hommes dans le monde contemporain", Le Monde diplomatique, novembre 1988, p. 10-11.
- "Risques planétaires, environnement et développement: sur l'émergence d'une notion", Économie et humanisme, juillet-août 1989, no 308, 6-15.
- (en) Direction, avec Étienne Le Roy et Michel Vernières, de: Old and New Trends in Francophone Development Research, Numéro de l'European Journal of Development Research, Londres, Frank Cass, vol III, 1991 no 2, 164 p.
- (en)"Economic Reforms and Transformation of the Role of the State", in Claude Auroi dir. The Role of the State in Development Processes, Londres, Frank Cass, 1992, 93-108.
- "Regards sur le développement", Futuribles, no 246, octobre 1999, p. 61-68.

### La Terre, le Vivant, l’Humanité
- "L'État national en question", L'Évènement européen, 1988, no 3/4, 140-7.
- "Sur les causes de la pauvreté des nations et des hommes dans le monde contemporain", Le Monde diplomatique, novembre 1988, p. 10-11.
- "Risques planétaires, environnement et développement: sur l'émergence d'une notion", Économie et humanisme, juillet-août 1989, no 308, 6-15.
- "Préface" à Lester R. Brown, Christopher Flavin et Sandra Postel, Le défi planétaire. Pour une économie mondiale, écologique et durable, Sang de la terre, Paris, 1992, xi-xxii.
- Direction, avec Calliope Beaud et Larbi Bouguerra, de: L'État de l'environnement dans le monde, La Découverte, Paris, 1993, 440 p.; (pt) Traduit en portugais, Instituto Piaget, Lisbonne, 1995.
- "Un Monde à irresponsabilité illimitée", Annales des Mines, Réalités industrielles, avril 1993, p. 10-2.
- "Face à la croissance mortifère, quel développement durable?", Revue Tiers-Monde IEDES, vol. XXXV, janvier-mars 1994, p. 131-49.
- "Le Basculement du monde", Le Monde diplomatique, octobre 1994, p. 16-7.
- "Croissance: Piège sans fin", Le Monde des Débats, octobre 1994, p. 7-8.
- (en)"An Economist Faced with Global Changes", in Leszek A. Kosinski ed, Issues in Global Change research: Problems, Data and Programmes, HDP Report no 6, International Social Science Council, Genève, 1996, p. 33-43.
- "Les raisons d'une folie", Le Monde, 16 avril 1996, p. 13; republié in Le Courrier de l'environnement de l'INRA, août 1996, no 18, p. 57-8.
- "Une crise de la responsabilité", Économie et humanisme, no 342, octobre 1997, p. 89-93.
- Le Basculement du monde. De la Terre, des hommes et du capitalisme, La Découverte, Paris, 1997. (ko) Traduit  en coréen, Hanul Publ (Séoul) 2000 et (ja) en japonais, Fujiwara Shoten, (Tokyo), 2002; traduction en portugais, Terramar, en cours de parution.  Nouvelle édition Poche/La Découverte, avec une Postface "Sur la nécessité d'une stratégie pour un monde humain", janvier 2000.
- Le Journal du basculement du monde - 2000, La Découverte, 2001
- Naissance d’un siècle - 2001, L’Amérique foudroyée dans un monde en désarroi, L’Harmattan, 2004.
- Capitalisme, système national/ mondial hiérarchisé (SNMH) et devenir du monde, mise en perspective rédigée à la demande du GIPRI (Genève), Cahier du GIPRI no 4, L’Harmattan, 2006.
- Le Carrefour sublime. Un regard humaniste sur le basculement  du monde, 2007, texte en quête d’éditeur...
- Face au pire des mondes, Seuil, 2011.

### Emploi, chômage, politique économique
- « Les problèmes régionaux de l'emploi », in Rapport général de la Commission de la Main d'œuvre pour le Ve Plan (1966-1970), Commissariat général du Plan, Paris, 1966, 187-261.
- « Une Analyse des disparités régionales de croissance. Composante régionale et composante structurale de l'évolution de l'emploi régional en France entre 1954 et 1962 », Revue économique, XVII, 1966 no 1, 55-91.
- « Analyse régionale-structurale et planification régionale », Revue économique, XVII, 1966 no 2, 264-87.
- (es) « Problèmes techniques de la planification régionales en France », in La Pianificazione regionale, Atti del Convegno Internazionale di Sorrento, 12-14 settembre 1968, Marsilio Ed., Padoue, 1969, 231-47.
- Postface au livre de Bertrand Bellon, Le Volant de main-d’œuvre, Paris, Seuil, 1975, 213-8.
- "Indépendance nationale et changements sociaux: la démocratie dans la crise", Le Monde diplomatique, juin 1980, p. 16-7.
- "Des compromis nationaux au compromis mondial", Le Monde diplomatique, septembre 1981, p. 10 et 11.
- La Politique économique de la gauche, Tome 1, Le Mirage de la croissance, Paris, Syros,1983, 216 p.
- Au Cœur du IXe Plan, l'emploi, Rapport de l'Intergroupe Emploi de la Commission nationale de Planification, 94 p.; publié in Annexes au Rapport de la Commission nationale de Planification, Paris, La Documentation française, 1983, 99-208.
- La Politique économique de la gauche, Tome 2, Le Grand écart, Paris, Syros, 1985, 240 p.
- « Les Difficultés d'une politique de plein-emploi dans les années 1980 (à partir du cas français) », in Investissements, emploi et échanges internationaux, dir. par M. Beaud et Gilles Dostaler, 1988, 99-104.
- « Quels sacrifices pour le temps libéré ? », Le Monde diplomatique, octobre 1997, p. 29.
- (it) « La questione dei bisogni », Confronto, L’Harmattan Italia, Turin, vol. 3, 1997, no 6, p. 11-20.
- « Les réponses proposées par le libéralisme et la mondialisation ne sont pas les bonnes », interview par Laurence Caramel, Le Monde, 14 septembre 1999.
- « Une piste pour prévenir le krach boursier », Le Monde des Débats, décembre 1999, p. 20-21.

### Monographies et autres études
- « Le Bureau de la Balance du Commerce (1781-1791) », Revue d'Histoire économique et sociale, XLII, 1964 v no 3, 357-77.
- Le Commerce extérieur du Maroc, Éditions de la Porte, Rabat ; Librairie de Médicis, Paris, 1960, 128 p.
- La Croissance économique de l'Allemagne de l'Ouest, Paris, Cujas, 1966, 338 p.
- Avec  P. Danjou et J. David, Une Multinationale française : Pechiney Ugine Kuhlmann, Paris, Seuil, 1975, 288 p. Traduit en grec.
- Avec P. Allard, B. Bellon, A. M. Lévy, S. Liénart, Dictionnaire des groupes industriels et financiers en France, Seuil, 1978, 368 p.
- Le Journal du basculement du monde - 2000, La Découverte, 2001
- Naissance d’un siècle - 2001, L’Amérique foudroyée dans un monde en désarroi, L’Harmattan, 2004.

### Science et pensée économiques
- Avec Arnaud Berthoud, Textes sur production, productifs, improductifs, TCEP-Paris 8, no 2, 1974, 55 p., épuisé.
- « Note sur la connaissance des groupes capitalistes » in Recherches économiques et sociales, Commissariat général du Plan-CORDES, juillet-octobre 1977, 91-7.
- « Économie, théorie, histoire: essai de clarification », Revue économique, mars 1991, vol. 42, 155-72.
- Direction, avec Étienne Le Roy et Michel Vernières, de: Old and New Trends in Francophone Development Research, Numéro de l'European Journal of Development Research, Londres, Frank Cass, vol III, 1991 no 2, 164 p.
- Avec Gilles Dostaler, La Pensée économique depuis Keynes. Historique et dictionnaire des principaux auteurs, Seuil, Paris, 1993, 608 p.  Traduction en anglais, Aldershot, Hants, Edward Elgar, 1995; édition "Paperback", Routledge, 1997. (pt) Traduction en portugais, Afrontamento, Porto (Portugal), 2000. Édition abrégée, Points-Seuil, 1996.  (ar) Traduction en arabe, El Aalam el Taleth (Égypte), 1997 et (ro) en roumain, Eurosong & Book, 2000. (it) Traduction en cours en italien, Rizzoli.
- « Keynes ou l'honneur des économistes », Libération, 6 mai 1996
- « Contre des moulins à vent? Réflexions sur les limites de la démarche hétérodoxe dans la pensée économique contemporaine », Économies et sociétés, Débats, Série D, no 2, 9/ 1996, p. 253-62.
- Avec Gilles Dostaler, « Keynes, ou l'esprit de responsabilité », Le Monde diplomatique, décembre 1996, p. 20-1.
- « Y a-t-il encore place pour la pensée dans l'univers des économistes universitaires? », in L'Économie, une science pour l'homme et la société. Mélanges en l'honneur d'Henri Bartoli, Publications de la Sorbonne, Paris, 1998, p. 21-36.
- « Effet de domination, capitalisme et économie mondiale chez François Perroux », L’Économie politique, no 20, octobre 2003, p. 64-76.

### Art de la thèse, université
- Vincennes An III - Le Ministère contre l’Université, Paris, Jérôme Martineau, 1971.
- L'Art de la thèse (comment rédiger une thèse de doctorat... ou tout autre travail universitaire), Paris, La Découverte, 1985, 158 p. Nouvelle édition, revue pour le Québec par Daniel Latouche, Montréal, Ed. Boréal, 1988, 174 p. Nouvelles éditions mises à jour, La Découverte, 1988, 1990, 1991, 1993.
- L'Art de la thèse (comment rédiger une thèse de doctorat... ou tout autre travail universitaire), Paris, La Découverte, collection Guides Repères, nouvelles éditions mises à jour, 1994, 1996, 1997, 1998, 2001, 2003. (pt) Traduit en portugais, Bertrand Brasil, 1996 et (tr) en turc, Soylem Yayinlari, 2001. Nouvelle édition, revue pour l'Algérie par Mustapha Madi, Alger, Ed. Casbah, 1999.
- L'Art de la thèse (comment rédiger un mémoire de master, une thèse de doctorat ou tout autre travail universitaire, à l’ère du Net), Paris, La Découverte, collection Guides Grands Repères, 2006, 202 p.  Nouvelle édition, révisée, mise à jour et élargie, avec Magali Gravier et Alain de Tolédo, Paris, La Découverte, 2006, 202 p.